# Construire un feu
Pour les articles homonymes, voir Construire un feu (film, 1928) et Construire un feu (bande dessinée).
Construire un feu (titre original : To Build a Fire) est une nouvelle de l'écrivain américain Jack London publiée aux États-Unis en 1902 dans une première version puis en 1908 dans une seconde, plus connue. En France, elle est parue pour la première fois en 1924.

## Genèse
Jack London situe l'action de cette nouvelle dans le Klondike, qu'il a lui-même connu pendant l'hiver 1897-1898 en participant à la ruée vers l'or.

## Titre français
La plupart des éditions en français depuis 1924 ont porté le titre Construire un feu. En 2010, Michel Laporte a choisi Bâtir un feu. En 2016, la Bibliothèque de la Pléiade a préféré Faire un feu. En 2022, les éditions L'Extrême contemporain proposent Monter un feu, un choix dont le traducteur Aleksi Barrière s'explique dans sa préface.

## Résumé
En hiver, par une journée sans aucun nuage, un homme marche dans la neige, accompagné d'un chien ; ce soir, il retrouvera ses compagnons qui empruntent un autre itinéraire. C'est son premier hiver au Klondike et aujourd'hui il est surpris par l'intensité du froid. Il sait que la rivière est complètement gelée même si elle peut cacher des pièges mortels. Lorsqu'il s'arrête pour déjeuner, le froid l'oblige à construire un premier feu. Quand il reprend sa route, le chien semble hésiter à abandonner la chaleur du foyer créé par l'homme. Soudain la glace casse sous ses pas. Seuls ses pieds sont mouillés, mais l'homme sait qu'il doit immédiatement agir pour les sauver du froid. Méthodiquement, il construit un second feu et commence à se réchauffer, content de s'être sauvé tout seul. Malheureusement, par inexpérience, il s'est installé sous un arbre couvert de neige qui tombe soudain et éteint son feu. À cet instant, l'homme comprend le conseil des anciens : « Au-delà de cinquante degrés sous zéro, on ne doit point voyager seul. ». Désespérément, l'homme essaie de reconstruire un feu mais ses doigts, ses mains, ses pieds sont déjà gelés. Terrorisé, l'homme pense sacrifier son chien puis se met à courir vers le campement de ses compagnons. Quand il comprend que sa mort est inéluctable, il s'assoit pour l'attendre avec dignité. Le chien reste à ses côtés sans comprendre que l'homme ne construira plus de feu ; quand il sent la mort, il fait demi-tour pour trouver un nouveau maître capable d'allumer un feu.
- (en) To Build a Fire : texte de la première version, initialement publiée dans l'hebdomadaire Youth's Companion le 29 mai 1902.
- (en) To Build a Fire : texte de la seconde version, la plus connue, publiée dans The Century Magazine, v.76, en août 1908.

## Adaptations en albums
Album illustré
- Construire un feu, trad. de Marc Voline, texte intégral, avec des illustrations de Michel Galvin, éd. L'Ampoule, 2002  (ISBN 2-84804-004-1) [présentation en ligne]

Bande dessinée
- Construire un feu (bande dessinée), adapté et dessiné par Christophe Chabouté en septembre 2007 aux éditions Vents d'Ouest.

## Adaptation au cinéma
- Construire un feu par Claude Autant-Lara en 1928, film expérimental.
- Construire un Feu, d'après Jack London - en son 3D, 2022 - Un Cinéma sonore France Culture et Radio France.  Avec Richard Bohringer et Sarah Lefèvre. Par Octave Broutard et Céline Ters.